# Rhiniidae
Rhiniidae (лат.) — семейство насекомых из отряда двукрылых надсемейства Oestroidea.

## Внешнее строение
Часто металлически окрашенные мухи длиной тела от 3 до 13,5 мм. Голова в профиль выступающая. Затылочная часть головы с блестящей полосой по верхнему краю. Верхняя поверхность грудной чешуйки крыла без волосков. Ствол радиальных жилок сверху в волосках.

## Биология
Образ жизни малоизучен.  Известно, что мухи являются опылителями растений. Личинки некоторых видов развиваются в термитниках, муравейниках и кубышках саранчовых. По типу питания являются паразитоидами, хищниками или падальщики. У некоторых видов описано яйцеживорождение. Встречаются виды (Idiella tripartita), личинки которых питаются кровью позвоночных.

## Классификация
В мировой фауне известно 376 видов из 30 родов. Ранее рассматривалось как подсемейство Calliphoridae.
- Albaredaya Peris, 1956
- Alikangiella Villeneuve, 1927
- Arrhinidia Brauer et Bergenstamm, 1892
- Borbororhinia Townsend, 1917
- Cameranda Lehrer, 2007
- Chlororhinia Townsend, 1917
- Cosmina Robineau-Desvoidy, 1830
- Ethioporhina Lehrer, 2007
- Eurhyncomyia Malloch, 1926
- Fainia Zumpt, 1958
- Idiella Brauer et Bergenstamm, 1889
- Idiellopsis Townsend, 1917
- Isomyia Walker, 1926
- Malayomyza Malloch, 1928
- Metallea Wulp, 1880
- Metalliopsis Townsend, 1917
- Pararhynchomyia Becker, 1910
- Perisiella Zumpt, 1958
- Pseudorhyncomyia Peris, 1952
- Rhinia Robineau-Desvoidy, 1830
- Rhyncomya Robineau-Desvoidy, 1830
- Stegosoma Loew, 1863
- Stomorhina Róndani, 1861
- Strongyloneura Bigot, 1886
- Sumatria Malloch, 1926
- Thoracites Brauer et Bergenstamm, 1891
- Trichoberia Townsend, 1933
- Vanemdenia Peris, 1951
- Villeneuviella Austen, 1914
- Zumba Peris, 1951

## Распространение
Встречаются в Палеарктике, Афротропике, Ориентальной области и Австралазии.